# سازمان غله و قند و شکر و چای
سازمان غله و قند و شکر و چای در ۳۰ خرداد ۱۳۵۲ در مجلس شورای ملی و در ۱۹ خرداد ۱۳۵۲ مجلس سنا به تصویب رسید.
این قانون در تاریخ ۱۲ تیر ۱۳۵۲ به توشیح محمدرضا شاه پهلوی رسید.
قانون سازمان غله، شکر، شکر و چای کشور که با تصویب کمیسیون‌های سنا و شورای ملی مربوطه به تصویب شاهنشاه آریامهر رسیده‌است، به وزارت تعاون و امور روستایی ابلاغ شده‌است. و به این ترتیب به دستور دکتر عبدالعظیم ولیان وزیر تعاون و امور روستایی از صبح امروز سازمان دولتی گندم، شکر و شکر و همچنین شرکت سهامی منحله چای ایران و بنگاه‌های دولتی جدید. سازمان‌های گندم، قند، شکر و چای به‌طور رسمی کار خود را آغاز کردند.

## اساسنامه
بر اساس قانون تشکیل سازمان دولتی گندم، قند، شکر و چای که طبق مقررات به صورت شرکت سهامی تأسیس می‌شود، طبق اساسنامه آن اداره خواهد شد.
اهداف این سازمان در ماده دوم اساسنامه بدین شرح آمده‌است:
هدف سازمان به تبعیت از برنامه‌های وزارت تعاون و امور روستاها کمک به تولیدکنندگان و دفاع از حقوق مصرف‌کنندگان و تنظیم بازارغلات - قند و شکر - چای کشور و سایر عملیات بازرگانی و صنعتی مربوط می‌باشد و برای رسیدن به این منظور عملیات زیر را در حدود امکانات‌انجام خواهد داد:
1. خرید مازاد غله کشاورزان و خرید محصولات کارخانه‌های قند دولتی و در صورت لزوم محصول کارخانه‌های قند بخش خصوصی همچنین‌خرید برگ سبز چایکاران.
2. تدارک غله - قند - شکر - چای مورد نیاز کشور از داخل و در صورت لزوم از خارج کشور و فروش و ذخیره و تبدیل و بسته‌بندی آن‌هاهمچنین فروش موادی که از کالاهای مزبور به دست می‌آید.
3. صدور غله - قند - شکر - چای و موادی که از کالاهای مزبور به دست می‌آید.
4. ایجاد یا خرید یا اجاره دادن یا اجاره کردن تأسیسات و کارخانجات و سیلوها و انبارهای لازم به منظور بهره‌برداری، حفظ و نگاهداری غلات- قند - شکر - چای کشور و موادی که از کالاهای مزبور به دست می‌آید.
5. کمک و ارشاد چایکاران و کارخانجات چای بخش خصوصی از طریق تنظیم و اجرای برنامه‌های ارشادی و آموزشی و کمکهای فنی و مالی ازطریق پرداخت وام بی‌بهره یا با بهره مناسب.
6. حمل و نقل کالاهای مورد نیاز سازمان رأساً یا به وسیله مؤسسات حمل و نقل.
7. تحصیل اعتبار و وام از مؤسسات و بانکهای دولتی.
8. اقدام به هر گونه عملیاتی که برای تأمین هدفهای سازمان لازم تشخیص داده شود.

تبصره - در این اساسنامه منظور از (غله) گندم، جو، ذرت و موادی که از کالاهای مزبور به دست می‌آید و منظور از (قند و شکر) قند و شکر ساخته‌شده (اعم از زرد یا سفید) و منظور از (چای) برگ سبز و چای خشک و موادی که از کالاهای مزبور به دست می‌آید.

## اعضای سازمان
محمدعلی مبشری عضو هئیت مدیره در سال ۱۳۵۲
علی‌اکبر گورجی عضو هئیت مدیره در سال ۱۳۵۲
جمشید خزیما علم عضو هئیت مدیره در سال ۱۳۵۲
نصراله سمایی عضو هئیت مدیره در سال ۱۳۵۲
اسماعیل سمیعی به عنوان مدیرعامل و رئیس هیئت مدیره در سال ۱۳۵۲
میرتقی سیرنک به عنوان مدیرعامل و رئیس هیئت مدیره در سال 1355